# Artur von Fragstein
Artur von Fragstein (* 18. Juli 1905 in Breslau; † nach 1994) war ein deutscher Altphilologe und Philosophiehistoriker, der sich mit der antiken Philosophie befasste.
Der Sohn des Privatlehrers Konstantin von Fragstein und seiner Ehefrau Maria besuchte von 1911 bis 1919 die Volksschule. Nebenbei erhielt er Privatunterricht zur Vorbereitung auf das Abitur. Zunächst erlernte er den Beruf des Volksschullehrers von 1919 bis 1925. Dann studierte er in Breslau Klassische Philologie sowie Archäologie und promovierte 1931 bei Wilhelm Kroll und Ludolf Malten über Isidor von Sevilla und die Scholien zu Germanicus. Er arbeitete zuerst als Landjahrführer. Am 14. Juli 1937 beantragte er die Aufnahme in die NSDAP und wurde rückwirkend zum 1. Mai desselben Jahres aufgenommen (Mitgliedsnummer 4.679.877). Ebenfalls 1937 fand er eine Stelle an der Hochschule für Lehrerbildung in Dortmund als Dozent für Philosophie und Pädagogik. Sein Aufsatz von 1937 weist erhebliche Übereinstimmungen mit der NS-Ideologie auf. Im Krieg wurde er eingezogen, blieb aber bei der Lehrerbildungsanstalt Dortmund. Nach 1945 wurde er Studienrat an einem Dortmunder Gymnasium in Aplerbeck bis zur Pensionierung 1967. Auch war er am Wissenschaftlichen Prüfungsamt Münster/W. tätig.
1967 legte er eine umfängliche Studie zur Logik, zur Dihairesis des Aristoteles vor, die in Fachkreisen breite Beachtung fand. Die Methode der Dihairesis findet bei Aristoteles bis in die späte Zeit stets Verwendung.
Seine Deutung der Ethik des Aristoteles 1974 bezieht sich primär auf die Eudemische Ethik, ist ein Kommentar dieser Schrift.

## Schriften
- Isidor von Sevilla und die sogenannten Germanicusscholien. Eschenhagen, Breslau 1931 (= Dissertation).
- Didaktische Forderungen zur nationalsozialistischen Schulpraxis. In: Deutsche Schule. Band 41, 1937, S. 489–493 (online).
- Cicero, pro Murena 1–2. In: Gymnasium. Band 67, Heft 2, 1960, S. 191–193 (online).
- Die Diairesis bei Aristoteles. Adolf M. Hakkert, Amsterdam 1967.
- Studien zur Ethik des Aristoteles. Grüner, Amsterdam 1974, ISBN 978-90-6032-006-8 (eingeschränkte Vorschau in der Google-Buchsuche).